# 岡南泉田駅
岡南泉田駅（こうなんいずみたえき）は、かつて岡山県岡山市（現・南区）泉田に存在した岡山臨港鉄道の駅（廃駅）である。岡山臨港鉄道線の廃止により、1984年（昭和59年）12月30日に廃駅となった。
地名の読みは「いずみだ」だが、駅名は「こうなんいずみた」であった。

## 歴史
地方鉄道として開業時に臨港泉田駅として開業した。1960年（昭和35年）8月1日に岡南泉田駅へ改称された。1968年（昭和43年）11月1日に自社倉庫を新設、側線と行違い設備を設置し、駅員を配置し、荷物と貨物の取り扱いを開始した。1974年（昭和49年）4月に岡山県立岡山芳泉高等学校が開校すると、その最寄駅となった。

## 駅構造
自社倉庫、側線、行違い設備が設置されていた。旅客のほか、荷物、貨物の取扱いも行っていた。旅客ホームは国道30号の岡山港駅方面にあったが、行違い設備、閉塞取扱い施設、側線は国道30号と国道2号バイパスの間に位置した。貨物列車と旅客列車が行違う際は待避列車から駅長がタブレットを受け取って、タブレット授受器に固定し、対向列車はタブレットの通過授受を行った。行違いがない時も併合閉塞の時間帯以外は、大元駅方面行きの列車は旅客ホームに停車後に行違い設備で通過授受を行い、岡山港駅方面行きの列車は通過授受の後、旅客ホームに停車した。また、荷物の受け渡しがある場合は、運転取扱詰所の近くで停車した。構内の大元駅方面と岡山港方面の双方に腕木式の場内信号機が設置されていた。

## 利用状況
1984年度の統計によると、1日あたりの平均乗降客数は、144人であり、うち定期客が86人であった。同年度の貨物の発送・到着量は、到着量5,737 t、発送量1,784 tであった。

## 隣の駅
岡山臨港鉄道
岡山臨港鉄道線
岡南新保駅 - 岡南泉田駅 - 岡南福田駅